# Widmo liniowe

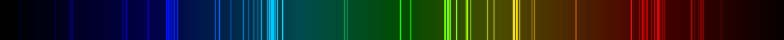
Liniowe widmo emisyjne azotu

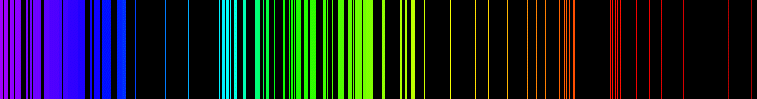
Liniowe widmo emisyjne żelaza

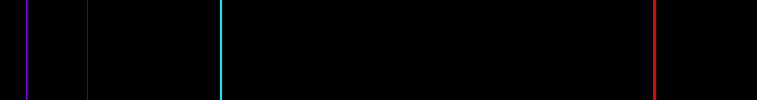
Liniowe widmo emisyjne wodoru

Widmo liniowe, widmo dyskretne – widmo emisyjne składające się z oddzielnych linii widmowych. Widmo takie jest typowe dla nieoddziałujących ze sobą atomów, czyli pierwiastków w stanie gazowym, jeżeli gaz ten pozostaje pod niezbyt dużym ciśnieniem. Z tego względu widmo to nazywane jest również widmem atomowym.
Układ linii widmowych zależy od układu poziomów energetycznych elektronów w atomie, który jest różny dla atomów poszczególnych pierwiastków. Z tego powodu również układ linii widmowych jest niepowtarzalny i charakterystyczny dla danego pierwiastka. Dzięki temu analiza widmowa światła pochodzącego nawet z bardzo odległych źródeł pozwala na identyfikację pierwiastków wchodzących w skład świecącego gazu.